# Nowy Śląsk
     Granice Nowego Śląska
     Granice Księstwa siewierskiego
     Zagłębie Dąbrowskie
Nowy Śląsk (niem. Neuschlesien) – tereny I Rzeczpospolitej przyłączone do pruskiej Prowincji Śląskiej po trzecim rozbiorze Polski w 1795 roku i pozostające pod administracją Prus do 1807 roku. Nowy Śląsk został utworzony z fragmentu byłego województwa krakowskiego, od 1793 ziemi żarnowieckiej. Są to okręgi: Siewierza, Pilicy i Lelowa ze stolicą w Żarkach, anektowane przez Prusy w III rozbiorze Polski.
W 1807 r. obszar ten włączono do departamentu kaliskiego Księstwa Warszawskiego. W 3 lata później przeniesiono go jednakże do departamentu krakowskiego Księstwa. Obecnie ziemie te, stanowiące obszar Zagłębia Dąbrowskiego, znajdują się w granicach województwa śląskiego.

## Dane geograficzno-statystyczne
Nowy Śląsk obejmował 2230 km² i liczył 52 tys. mieszkańców, a do jego głównych miast należały: Pilica (2129 mieszkańców), Żarki (1945 mieszkańców), Będzin (1698 mieszkańców), Sławków (1556 mieszkańców), Siewierz, Kromołów i Mrzygłód oraz lewobrzeżna część Szczekocin.

## Przynależność kościelna
Siewierski Komisariat Biskupi, liczący 48 parafii, został przyłączony do biskupstwa wrocławskiego na mocy brewe „Ad universam Dominici gregis” papieża Piusa VII z 9 IX 1800 r. Komisarzem biskupa wrocławskiego na tym terenie był mianowany 11 IV 1799 r. ks. Marcin Siemieński. 22 października 1811 r. bp wrocławski odstąpił jurysdykcję nad wyżej wymienionym obszarem biskupowi krakowskiemu.